# Paulkel·lerita
La paulkel·lerita és un mineral de la classe dels fosfats. Rep el nom pel doctor Paul Keller, de la Universitat de Stuttgart.

## Característiques
La paulkel·lerita és un fosfat de fórmula química (BiO)₂Fe3+(PO₄)(OH)₂. Va ser aprovada com a espècie vàlida per l'Associació Mineralògica Internacional l'any 1987. Cristal·litza en el sistema monoclínic. La seva duresa a l'escala de Mohs és 4.
Segons la classificació de Nickel-Strunz, la paulkel·lerita pertany a «08.B - Fosfats, etc. amb anions addicionals, sense H₂O, amb cations de mida mitjana i gran, (OH, etc.):RO₄ = 4:1» juntament amb els següents minerals: retziana-(Ce), retziana-(La), retziana-(Nd), kolitschita i brendelita.
L'exemplar que va servir per a determinar l'espècie, el que es coneix com a material tipus, es troba conservat a la Institució Smithsonian, amb el número 163777. Part de l'holotipe es troba al Museu de Ciències Naturals d'Ottawa.

## Formació i jaciments
Va ser descoberta al filó Neuhilfe Flacher de la mina Junge Kalbe, a Neustädtel, dins el districte d'Erzgebirge (Saxònia, Alemanya). Es tracta de l'únic indret de tot el planeta on ha estat descrita aquesta espècie mineral.